# دو برادر (فیلم ۲۰۰۴)
دو برادر (انگلیسی: Two Brothers) یک فیلم درام ماجراجویی به کارگردانی ژان-ژاک آنو است که در سال ۲۰۰۴ منتشر شد. از بازیگران آن می‌توان به گای پیرس، فردی هایمور، ژان-کلود دریفوس، و فیلیپان لروآ-بولیو اشاره کرد.

## خلاصه
دو ببر در دوران کودکی از هم جدا می‌شوند. اما سالها بعد توسط یک کاوشگر به عنوان دشمن به هم رسیده و مجبور به مبارزه با یکدیگر می‌شوند و…